# August Petersson
Carl August Petersson, född 15 januari 1829 i Mjölby församling, Östergötlands län, död 3 mars 1905 i Rystads församling, Östergötlands län, var en svensk arrendator och riksdagsman. Petersson var ledamot av riksdagens andra kammare.